# Estación de Terrer
Terrer es un apeadero ferroviario situado en el municipio español de Terrer en la provincia de Zaragoza, comunidad autónoma de Aragón. Cuenta con servicios de Media Distancia operados por Renfe.

## Situación ferroviaria
La estación se encuentra en el punto kilométrico 238,1 de la línea férrea de ancho ibérico que une Madrid con Barcelona a 549 metros de altitud, entre las estaciones de Ateca y de Calatayud. El tramo es de doble vía y está electrificado. 

## Historia
La estación fue inaugurada el 25 de mayo de 1863 con la apertura del tramo Medinaceli - Zaragoza de la línea férrea Madrid-Zaragoza por parte de la Compañía de los Ferrocarriles de Madrid a Zaragoza y Alicante o MZA. En 1941, la nacionalización del ferrocarril en España supuso la integración de la compañía en la recién creada RENFE.
Desde el 31 de diciembre de 2004 Renfe Operadora explota la línea mientras que Adif es la titular de las instalaciones ferroviarias. En 2009, el edificio de viajeros fue demolido por Adif y la estación adecentada, mediante el saneamiento de acometidas y la construcción de un refugio para aguardar la espera de los trenes.

## Servicios ferroviarios

### Media Distancia
Renfe presta servicio de Media Distancia gracias a un Regional diario por sentido en el siguiente trayecto:
| Línea MD | Trenes   | Origen/Destino |  | Destino/Origen      |
| -------- | -------- | -------------- |  | ------------------- |
| '        | Regional | Arcos de Jalón |  | Zaragoza-Miraflores |